# 403 Wschodni Oddział Konny
403 Wschodni Oddział Konny (niem. Ost-Reiter-Abteilung 403, ros. 403-й казачий дивизион) – oddział wojskowy Wehrmachtu złożony z Kozaków podczas II wojny światowej.
Oddział został sformowany na przełomie lipca/września 1942 w rejonie Charkowa na okupowanej sowieckiej Ukrainie. Liczył trzy kompanie. Wszedł w skład zwalczającej partyzantkę 403 Dywizji Ochronnej pod dowództwem gen. Wilhelm Rußwurma. W lutym 1943 działał w rejonie Nowoczerkaska i Rostowa nad Donem. Przeszedł pod zwierzchnictwo 79 Dywizji Piechoty. Latem-jesienią tego roku operował nad rzeką Mius w składzie 454 Dywizji Ochronnej. Na początku 1944 został przeniesiony do południowej Francji, gdzie włączono go do 5 Ochotniczego Pułku Kadrowego Ochotniczej Dywizji Kadrowej. Oddział został zasilony częścią Kozackiego Pułku Specjalnego Przeznaczenia Abwehrgruppe-201. Na początku 1945 wszedł w skład XV Kozackiego Korpusu Kawalerii SS.